# Фэрбанкс
Фэ́рбанкс (широко распространено согласующееся с фактическим произношением Фэ́рбенкс; англ. Fairbanks [ˈferbæŋks]) — город в центре Аляски (штат США), административный центр боро Фэрбанкс-Норт-Стар. Население города — 30 224 человек, с пригородами — 82 840 человек. Расположен на правом берегу реки Танана.
Крупнейший образовательный центр на Аляске. Рядом с городом располагается Аляскинский университет в Фэрбанксе (англ. University of Alaska Fairbanks) и крупная военная база Форт-Уэйнрайт (англ. Fort Wainwright).

## История
Город Фэрбанкс основан в начале XX века в связи с Золотой лихорадкой на Аляске и назван в честь тогдашнего сенатора от Индианы Чарльза Уоррена Фэрбенкса, позднее ставшего вице-президентом США. Первые залежи золота были обнаружены американцем итальянского происхождения — Феликсом Педро в 1902 году.
Во время Второй мировой войны через город проходил маршрут перегонки самолётов из США в СССР. В городе американские самолёты, поставляемые по ленд-лизу, принимала советская миссия, и далее лётчики Советского Союза перегоняли их по трассе Алсиб на восточный фронт.
В 1968 году город был награждён премией All-America City Award (с англ. — «Всеамериканский город») присуждаемой Национальной гражданской лигой, которую неофициально называют «Нобелевской премией за конструктивное гражданство» и которая выдается за активную гражданскую позицию жителей некорпоративных сообществ Соединённых Штатов в жизни местного самоуправления.

## Климат
Климат в Фэрбанксе умеренный (континентальный). Зима длинная и холодная. Продолжается с конца сентября до начала мая. Лето короткое и тёплое, большая часть осадков выпадает именно летом. Максимальная температура — +37,9°С, минимальная — -54,4°С.

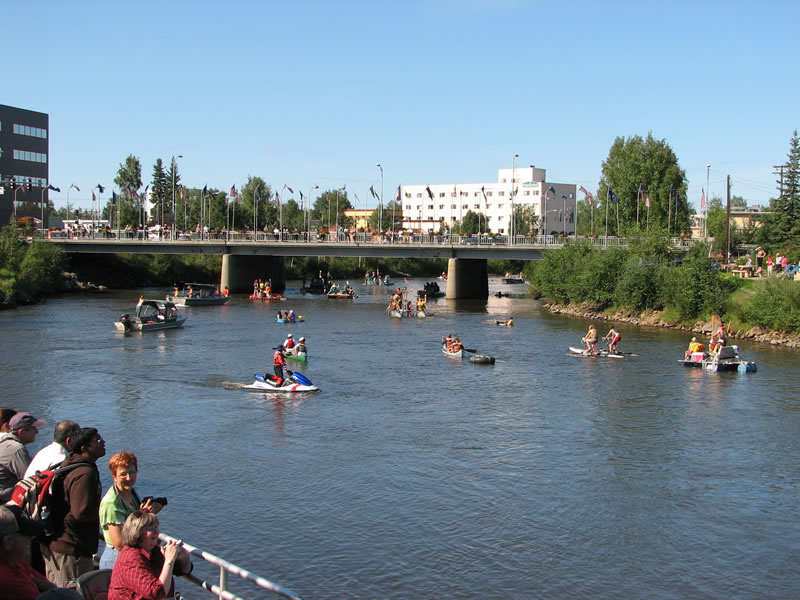
Каякинг на реке Чене летом

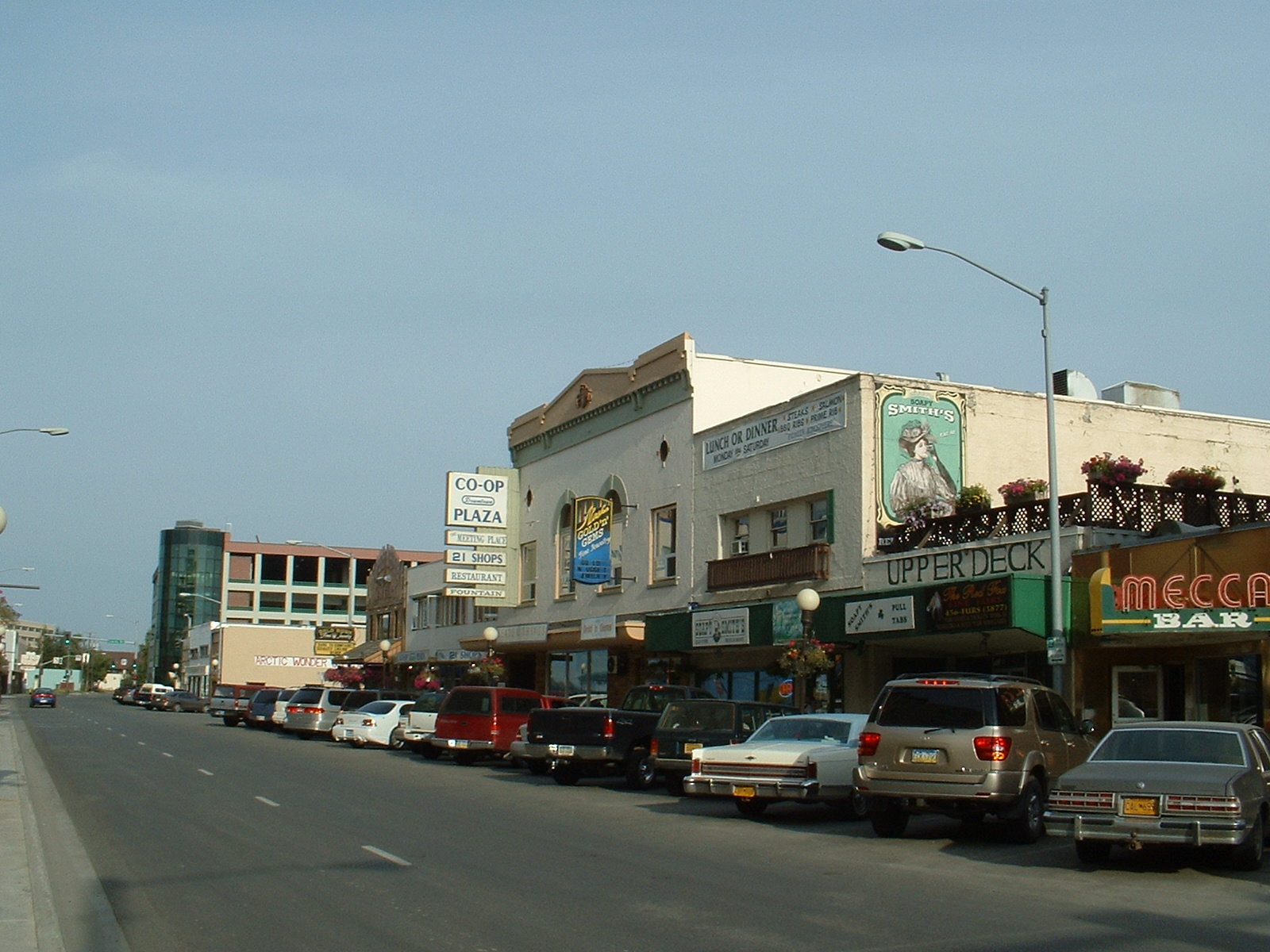
Центр города Фэрбанкс. Вторая авеню

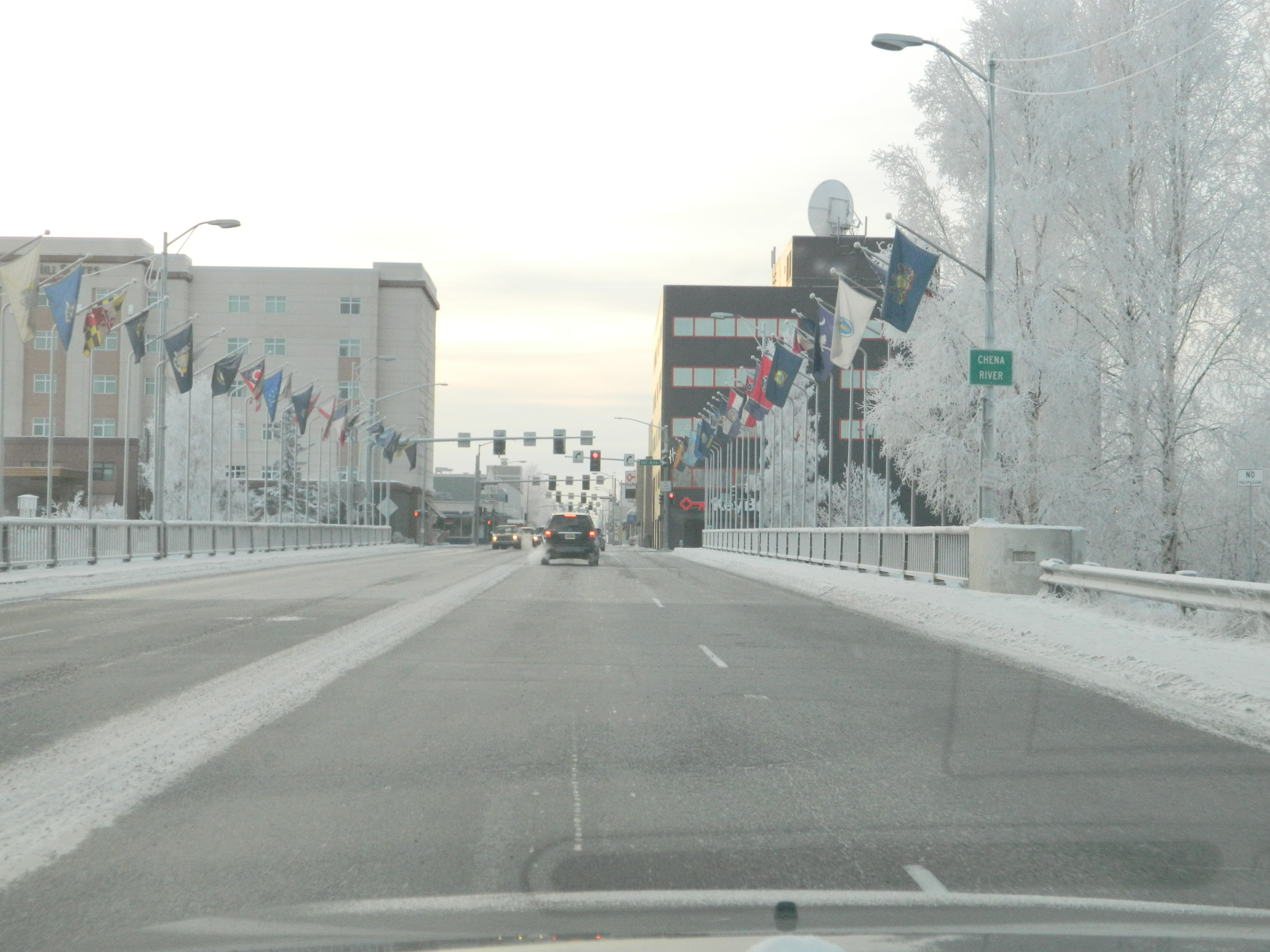
Даунтаун Фэрбенкса зимой

| Показатель                                                                | Янв.  | Фев.  | Март  | Апр. | Май  | Июнь | Июль | Авг. | Сен. | Окт. | Нояб. | Дек.  | Год  |
| ------------------------------------------------------------------------- | ----- | ----- | ----- | ---- | ---- | ---- | ---- | ---- | ---- | ---- | ----- | ----- | ---- |
| Абсолютный максимум, °C                                                   | 11    | 10    | 13    | 24   | 32   | 36   | 37   | 34   | 29   | 22   | 12    | 14    | 37   |
| Средний суточный максимум, °C                                             | −17,4 | −11,3 | −3,9  | 7,6  | 16,7 | 22,1 | 19,1 | 17,8 | 12,9 | 1,2  | −10,9 | −15,4 | 3,6  |
| Средняя температура, °C                                                   | −22,4 | −17,7 | −11,8 | 0,9  | 10,2 | 16,1 | 17,2 | 13,9 | 7,7  | −3,2 | −15,5 | −20,2 | −2,1 |
| Средний суточный минимум, °C                                              | −27,3 | −24   | −19,7 | −5,7 | 3,7  | 10,1 | 11,7 | 8,6  | 2,3  | −7,6 | −20,1 | −25   | −7,7 |
| Абсолютный минимум, °C                                                    | −54   | −50   | −49   | −36  | −18  | −2   | −1   | −6   | −16  | −33  | −48   | −52   | −54  |
| Среднее число солнечных часов в месяц                                     | 54    | 120   | 224   | 302  | 319  | 334  | 274  | 164  | 122  | 85   | 71    | 36    | 2105 |
| Среднее число дней с осадками                                             | 9     | 7     | 6     | 4    | 6    | 11   | 13   | 14   | 11   | 10   | 10    | 9     | 107  |
| Норма осадков, мм                                                         | 15    | 13    | 10    | 9    | 14   | 38   | 57   | 53   | 34   | 19   | 19    | 14    | 296  |
| Источник: Национальное управление океанических и атмосферных исследований |       |       |       |      |      |      |      |      |      |      |       |       |      |

## Экономика
Фэрбанкс располагается в плодородной долине Танана, в которой, несмотря на суровый климат, выращиваются сельскохозяйственные культуры. В 20-х годах прошлого века было почти достигнуто самообеспечение продуктами питания. Город является конечным пунктом Аляскинской железной дороги.
Развит туризм — 350 тысяч человек в год. Обслуживается аэропортом Фэрбанкс.

## Спорт
С 1984 года между городами Уайтхорс территория Юкон, Канада и Фэрбанкс, штат Аляска, США проводятся международные гонки на собачьих упряжках — Юкон Квест (англ. Yukon Quest).

## Города-побратимы
- Йеллоунайф, Канада
- Момбецу, Япония
- Му-и-Рана, Норвегия
- Пуна, Индия
- Ричленд, США
- Тайнань, Тайвань
- Фанано, Италия
- Эрдэнэт, Монголия
- Якутск, Россия